# María Gracia
María Gracia (Siviglia, 12 giugno 1964) è un'attrice e cantante spagnola, nota per aver interpretato il ruolo di Bellita Del Campo nella soap Una vita (Acacias 38).

## Biografia
María Gracia è nata il 12 giugno 1964 a Siviglia, nella comunità dell'Andalusia (Spagna), e oltre alla recitazione si occupa anche di musica.

## Carriera
María Gracia nel 1989 ha firmato il suo primo contatto artistico-professionale, nel programma di RTVE Gente Joven, di cui è risultata vincitrice. Nel 1990 ha firmato con l'etichetta discografica Fonomusic e ha pubblicato vari singoli come Luna Rota e Marea (nel 1991), Pensar En Ti, La Noche de Mil Colores e Loco corazón (nel 1992), De Frente (nel 1994). Con gli ultimi due album, è stata nominata per gli AIE Music Awards.
Nel 2017 ha recitato nel cortometraggio Afectos y efectos diretto da Octavio Lasheras, e tra  2017 e nel 2018 ha preso parte al cast della serie Centro médico. Nel 2018 ha ricoperto il ruolo di Rosa nel cortometraggio Tercera edad diretto da Octavio Lasheras. L'anno successivo, nel 2019, ha interpretato il ruolo di Micaela nel cortometraggio El Pleno diretto da Octavio Lasheras e Anna Utrecht.
Dal 2019 al 2021 è stata scelta da TVE per interpretare il ruolo di Bellita Del Campo nella soap opera in onda su La 1 Una vita (Acacias 38) e dove ha recitato insieme ad attori come Manuel Bandera, Aroa Rodríguez, Susana Soleto, José Pastor, Aria Bedmar e Abril Montilla. Nel 2020 ha ricoperto il ruolo di Rosa nel film Amalia en el otoño diretto da Octavio Lasheras e Anna Utrecht. Nello stesso anno ha recitato nel cortometraggio Separad@s en cuarentena: El hijo diretto da Octavio Lasheras e Anna Utrecht. Sempre nel 2020 ha partecipato al programma televisivo Telepasión española, in onda su La 1. Nel 2021 ha ricoperto il ruolo di María de Carmona nel film La ley del embudo diretto da Alfredo Carrasco Alonso. Nel 2022 ha interpretato il ruolo di Claudia nei cortometraggi Separad@s en cuarentena: La sobrina e Separad@s en cuarentena: El compañero entrambi spin-off del cortometraggio del 2020 Separad@s en cuarentena: El hijo.

## Filmografia

### Cinema
- Amalia en el otoño, regia di Octavio Lasheras e Anna Utrecht (2020)
- La ley del embudo, regia di Alfredo Carrasco Alonso (2021)

### Televisione
- Centro médico – serie TV (2017-2018)
- Una vita (Acacias 38) – soap opera, 495 episodi (2019-2021)

### Cortometraggi
- Afectos y efectos, regia di Octavio Lasheras (2017)
- Tercera edad, regia di Octavio Lasheras (2018)
- El Pleno, regia di Octavio Lasheras e Anna Utrecht (2019)
- Separad@s en cuarentena: El hijo, regia di Octavio Lasheras e Anna Utrecht (2020)
- Separad@s en cuarentena: La sobrina, regia di Octavio Lasheras e Anna Utrecht (2022)
- Separad@s en cuarentena: El compañero, regia di Octavio Lasheras e Anna Utrecht (2022)

## Programmi televisivi
- Telepasión española (La 1, 2020)

## Discografia

### Singoli
- 1991: Luna Rota
- 1991: Marea
- 1992: Pensando en ti
- 1992: La Noche de Mil Colores
- 1992: Loco corazón
- 1994: De Frente

## Doppiatrici italiane
Nelle versioni in italiano dei suoi film e delle sue serie TV, María Gracia è stata doppiata da:
- Loredana Nicosia[11] in Una vita[12]